# Hinton Blewett
Hinton Blewett – wieś w Anglii, w hrabstwie ceremonialnym Somerset, w dystrykcie (unitary authority) Bath and North East Somerset. Leży 16 km na południe od miasta Bristol i 172 km na zachód od Londynu. Miejscowość liczy 326 mieszkańców.